# Minthoplagia rafaeli
Minthoplagia rafaeli är en tvåvingeart som beskrevs av Townsend 1915. Minthoplagia rafaeli ingår i släktet Minthoplagia och familjen parasitflugor. Inga underarter finns listade i Catalogue of Life.